# شركة دامغان جوجه للدواجن
شركة دامغان جوجه للدواجن (بالفارسية: شركت كشت وصنعت دامغان جوجه) هي قرية وبلدة شركة في قسم حومة الريفي في الناحية المركزية لمقاطعة دامغان التابعة لمحافظة سمنان في إيران. في تعداد عام 2006، كان عدد سكانها 19 نسمة في 8 عوائل.